# Abd al-Rahman bin Faysal Al Sa'ud
ʿAbd al-Raḥmān bin Fayṣal b. Turkī Āl Saʿūd, (in arabo عبد الرحمن بن فيصل بن تركي آل سعود‎?) (Riad, 1845 – Riad, 1928), è stato l'ultimo sovrano del Secondo Stato Saudita e il padre di re ʿAbd al-ʿAzīz, fondatore della moderna Arabia Saudita.

## Guerra civile reale
Quando i fratelli di ʿAbd al-Raḥmān - Saʿūd e ʿAbd Allāh - entrarono in lotta per il potere nel 1865, il futuro emiro e suo fratello Muḥammad tesero ad allinearsi con Saʿūd, soprattutto dopo il 1871, quando quest'ultimo conquistò la capitale Riad. ʿAbd al-Raḥmān fu inviato a Baghdad per negoziare con l'Impero ottomano una richiesta di aiuto. Non essendoci riuscito, dopo due anni cercò di prendere Al-Hasa, oasi della parte orientale della penisola arabica, che fungeva da base per ʿAbd Allāh, senza successo. Alla fine tornò a Riad. Dopo la morte di Saʿūd nel 1875, ʿAbd al-Raḥmān fu riconosciuto come suo successore, ma entro un anno la capitale venne riconquistata dal rivale ʿAbd Allāh e fu quindi costretto ad abdicare.
Nel 1887 i figli di Saʿūd bin Fayṣal, che avevano proseguito le ostilità contro i loro zii, riuscirono a catturare ʿAbd Allāh. Gli emiri Āl Rashīd di Ha'il furono in grado di ottenere la liberazione di ʿAbd Allāh, in cambio di ʿAbd al-Raḥmān. ʿAbd Allāh fu ricevuto ad Ha'il e l'emiro lo chiamò a governare Riyad. ʿAbd al-Raḥmān fu in grado di scatenare una rivolta nel 1887, di prendere e difendere la capitale, ma i suoi tentativi di espandere il controllo finirono in un disastro. Quando ʿAbd al-Raḥmān diventò il leader indiscusso del Casato dei Saʿūd nel 1889, attaccò e riprese Riyad. Tuttavia, le forze saudite furono sconfitte nella battaglia di Mulayda e ʿAbd al-Raḥmān e la sua famiglia furono costretti a fuggire.

## Anni successivi e morte
La famiglia scappò nel deserto del Rub' al-Khali, nel sud-est, tra i beduini, prima di trovare rifugio presso la famiglia Al Khalifa in Bahrein e infine presso gli Al Sabah del Kuwait. Mentre era in Kuwait, ʿAbd al-Raḥmān cercò di diffondere l'Islam di tipo wahhabita e di far rinascere la dinastia saudita.
Dopo la sconfitta nella battaglia di Sarif nel 1900, impegnò tutte le sue azioni nel recupero del patrimonio famigliare. Negli anni successivi, il figlio ʿAbd al-ʿAzīz riconquistò il regno. ʿAbd al-Raḥmān fu designato imam e venne considerato il leader spirituale della comunità, mentre il figlio deteneva l'autorità secolare e militare. Morì a Riyad nel 1928.